# Argentinomyia aurifacies
Argentinomyia aurifacies (лат.) — вид мух-журчалок рода Argentinomyia из подсемейства Syrphinae. Эндемик Неотропики: Доминиканская Республика. Видовое название происходит от латинских слов «aureus», «aureo», обозначающих золотой и латинского «facies» — лик, внешняя форма, фигура или поверхность. Это название относится к золотистому лицу этого вида.

## Описание
Мухи-журчалки средних размеров. Длина тела 7—8 мм. Крылья около 5 мм. Лицо обильно покрыто золотистым поллинозом и волосками; лобный треугольник самки с поперечной золотисто-коричневатой полосой; метафемур жёлтый, затемнён только на базальной 2/6 и вершинной 1/6 или чуть больше; сурстилус в боковом виде с дорсальным и вентральным полями примерно одинаковой ширины по всей длине. Имеют длинные антенны, со скапусом намного длиннее ширины; лицо прямое в профиль, не выдается вперед.

## Классификация
Вид был впервые описан в 2023 году колумбийскими энтомологами Augusto L. Montoya и Marta Wolff (Universidad de Antioquia, Instituto de Biología, Grupo de Entomología Universidad de Antioquia—GEUA, Медельин, Колумбия).

## Распространение и экология
Неотропика: Доминиканская Республика (La Compartición, La Vega, Sabana Kelly-Quéliz / Valle Nuevo, San Juan Sierra Neiba). Вид является эндемиком Вест-Индской области, распространен на средних и больших высотах (1700—3087 м). Биология неизвестна. Взрослые особи Argentinomyia — обычные посетители цветов в нетронутых экосистемах.